# Zdobycie Harranu
Zdobycie Harranu – zajęcie Harranu w 608 r. p.n.e. przez Medów, Babilończyków oraz Scytów przyczyniło się do rozbicia głównych wojsk Aszuruballita II i śmierci ostatniego asyryjskiego króla.
Upadek Harranu oznaczał też fiasko planów odbudowy Asyrii w oparciu o prowincje i wojska stacjonujące w północnej Mezopotamii oraz pomoc Egiptu.

## Harran stolicą państwa
Zdobycie Niniwy nie oznaczało jeszcze końca wojny. Jeden z asyryjskich generałów po śmierci Sin-szar-iszkuna ogłosił się królem i uczynił miasto w północnej Mezopotamii swoją siedzibą. Skoncentrował tam też wszystkie siły jakie udało się uratować z zajętej przez wrogów Asyrii.
Król Nabopolassar, który dążył do przejęcia ważnych terenów po upadającej Asyrii nie mógł sobie pozwolić na istnienie tego państwa nawet w tak szczątkowej formie.

## Oblężenie miasta
Asyryjczykom udało się w Harranie zgromadzić znaczne siły, pomimo niszczycielskiej wojny, jaką przeciwko nim prowadziła koalicja medyjsko-babilońska. Chociaż wojska sprzymierzonych państw były przeważające, przez blisko dwa lata trwały zmagania o miasto, które przechodziło z rąk do rąk. Opis zmagań podaje Kronika babilońska:

Szesnastego roku [610-609]: W miesiącu Ajaru król Akkad (tj. król Babilonu Nabopolassar) zebrał swoją armię i pomaszerował do Asyrii. Od miesiąca Simanu do miesiąca Arahsamna maszerował zwycięsko przez Asyrię. W miesiącu Arahsamna Medowie, którzy przyszli z pomocą królowi Akkad, połączyli swoje armie i pomaszerowali do Harranu przeciw Aššuruballitowi, który objął tron w Asyrii. Lęk wrogów pokonał: Aššuruballit i armia Egiptu, która nadeszła z pomocą jemu opuściła miasto i (wspólnie) przekroczyli Eufrat. Król Akkad dotarł do Harranu, stoczył bitwę i zajął miasto. On zdobył ogromny łup miasta i świątyni. W miesiącu Addaru król Akkad zostawił swoje oddziały i obóz i wrócił do domu. Medowie, który przyszli pomóc królowi Akkad, wycofali się.

Siedemnastego roku [609-608]: W miesiącu Du'uzu Aššuruballit, król Asyrii, z dużą armią z Egiptu przeszedł przez rzekę Eufrat i pomaszerował przeciwko Harran, by zdobyć go. Oni zajęli (miasto) i pokonali garnizon, który król Akkad umieścił wewnątrz. Kiedy oni pokonali ich (Babilończycy) rozłożyli obóz naprzeciwko Harranu. Aż do miesiąca Ululu (Babilończycy) stoczyli bitwę przeciw miastu, ale nie osiągnęli niczego. Król Akkad nadszedł, by pomóc swojej armii, ale nie przyłączył się do bitwy.

Miasto padło ostatecznie ok. 608 r. p.n.e., jednak źródła są niepełne, dlatego trudno odtworzyć dalsze losy Aszuruballita II.
Ostatnie wojska asyryjskie zostały pokonane pod Karkemisz.